# Claire Wikholm
Claire Minna Patricia Olofsdotter Wikholm, född 10 oktober 1944 i Finska församlingen i Stockholm, är en svensk skådespelare och skribent.
Hon har sedan slutet av 1960-talet spelat på teater, film och TV och har länge varit knuten till Stockholms stadsteater. Mycket uppmärksammad har hon blivit genom adventskalendern Broster, Broster! och komedifilmen Vi hade i alla fall tur med vädret.

## Biografi

### Bakgrund
Wikholm är dotter till revisorn Olof Malmfeldt (1906–1959) och hushållerskan Inez Wikholm (1905–1968). Hon växte upp med sin ensamstående, psykiskt sjuka mor, och fick först vid tolv års ålder veta vem hennes far var. Hon gick i Franska skolan och påbörjade sedan akademiska studier i ekonomi. Därefter började hon intressera sig för film och en möjlig framtid som filmregissör. Via universitetsstudier i teaterhistoria kom hon att delta i en experimentell föreställning på Pistolteatern och efter det utbildade hon sig åren 1965–68 vid Statens scenskola i Malmö.

### Teater
1968 påbörjade Wikholm sin professionella karriär som skådespelare genom sitt tre år långa engagemang på Malmö stadsteater (1968–1971). Redan första året uppmärksammades hon i en roll i Bengt Bratts Hemmet. Sedan dess har hon hört till den fasta ensemblen på Stockholms stadsteater. Där har hon bland annat medverkat i föreställningarna Kung Lear (1973), Othello (1978),  Tartuffe (1983), Isbjörnarna (1990), och Tolvskillingsoperan (2005/2006).
Wikholm har även verkat som regissör av modern dramatik. 1987 regisserade hon revyn Alice Babs bor inte här längre, en modernistisk satir som ett år senare producerades i en version för TV.

### Film och TV
Claire Wikholm syntes snart även på film och TV. 1969 agerade hon i långfilmerna Som natt och dag och Miss and Mrs Sweden. 1971 blev hon mycket uppmärksammad som gravid huvudrollsinnehavare i den samhällskritiska och kontroversiella adventskalendern Broster, Broster!.
1975 medverkade Wikholm i Lasse Hallströms En kille och en tjej. Därefter uppmärksammades hon ånyo för en bred publik genom komedifilmen Vi hade i alla fall tur med vädret.
1995 syntes Claire Wikholm i Susanne Biers Pensionat Oskar. Därefter agerade hon 1996–1997 (i rollen som skvallertidningsjournalist) i TV-serien Vänner och fiender. 1997 hade hon återigen en roll av beslutsam typ i komediserien Irma och Gerd. 2002 var hon amatördetektiven Bella i Bella bland kryddor och kriminella.
Förutom rena skådespelarroller har Claire Wikholm deltagit i olika mer eller mindre satiriska underhållningsprogram. 1974 och 1976 kom Televisioner, 1977 Kabaré Kvällsöppet.
År 2015 var Claire Wikholm en av deltagarna i SVT:s Stjärnorna på slottet.